# Triplectides australicus
Triplectides australicus là một loài Trichoptera trong họ Leptoceridae. Chúng phân bố ở miền Australasia.